# …And Out Come the Wolves
…And Out Come the Wolves är ett musikalbum av punkrockbandet Rancid, utgivet 22 augusti 1995.

## Låtlista
Samtliga låtar skrivna av Tim Armstrong, Lars Frederiksen och Matt Freeman, om annat inte anges.
1. "Maxwell Murder" - 1:26
2. "The 11th Hour" (Tim Armstrong/Eric Dinn/Lars Frederiksen/Matt Freeman) - 2:28
3. "Roots Radicals" - 2:48
4. "Time Bomb" - 2:24
5. "Olympia WA." - 3:31
6. "Lock, Step & Gone" - 2:25
7. "Junkie Man" - 3:05
8. "Listed M.I.A." - 2:22
9. "Ruby Soho" - 2:38
10. "Daly City Train" - 3:21
11. "Journey to the End of the East Bay" - 3:12
12. "She's Automatic" - 1:35
13. "Old Friend" - 2:54
14. "Disorder and Disarray" - 2:49
15. "The Wars End" - 1:54
16. "You Don't Care Nothin'" - 2:28
17. "As Wicked" - 2:41
18. "Avenues & Alleyways" - 3:12
19. "The Way I Feel" - 2:35